# 자야정
자야정(茶屋町)은 오카야마현 쓰쿠보군에 설치되었던 정이다. 현재의 구라시키시에 해당한다.

## 역사
- 1889년 6월 1일 - 정촌제 시행에 의해 쓰우군 에지마촌이 발족하였다.
- 1896년 2월 26일 - 에지마촌이 정으로 승격해 자야정으로 이행하였다.
- 1900년 4월 1일 - 쓰우군이 구보야군과 합병해 쓰쿠보군이 되었다.
- 1910년 6월 12일 - 우노선 자야마치역이 개업하였다.
- 1972년 5월 1일 - 구라시키시에 편입해 폐지되었다.

## 참고문헌
- 茶屋町, 편집. (1964년 3월 31일). 《茶屋町史》. 茶屋町: 茶屋町役場. doi:10.11501/3008680. OCLC 672821543. 다음 글자 무시됨: ‘和書 ’ (도움말);
- 岡山県総務部統計課, 편집. (1971년 9월 15일). 《岡山県市町村勢要覧》. 昭和45年刊. 岡山: 岡山県統計協会. doi:10.11501/9528442. OCLC 703790315. 다음 글자 무시됨: ‘和書 ’ (도움말);
- 山陽新聞社, 편집. (1971년 10월 1일). 《山陽年鑑》. 昭和47年版. 岡山: 山陽新聞社. doi:10.11501/9572433. OCLC 703818864. 다음 글자 무시됨: ‘和書 ’ (도움말);
- 下中直也, 편집. (1988년 4월 1일). 《日本歴史地名体系》 第34巻. 東京: 平凡社. doi:10.11501/12194024. ISBN 4-582-49034-4. OCLC 18637084. 다음 글자 무시됨: ‘和書 ’ (도움말);
- 改訂版茶屋町史刊行委員会, 편집. (1989년 12월). 《茶屋町史》 改訂版. 倉敷: 改訂版茶屋町史刊行委員会. doi:10.11501/13229424. OCLC 673586263. 다음 글자 무시됨: ‘和書 ’ (도움말);
- 茶屋町干拓300年記念事業実行委員会, 편집. (2006년 12월). 《茶屋町干拓三百年：茶屋町干拓300年記念誌》. 倉敷: 茶屋町干拓300年記念事業実行委員会. 다음 글자 무시됨: ‘和書 ’ (도움말)